# Ідіот за кордоном
Ідіот за кордоном — це британський документальний комедійний серіал про подорожі, створений Рікі Джервейсом та Стівеном Мерчантом, з Карлом Пілкінгтоном у головній ролі. Постійною темою серіалу є спостереження за світовою мандрівкою головного героя, якого зовсім не цікавлять подорожі. Перебіг поїздки відбувається під наглядом мерчанта та Джервейса, які в цей час перебувають у Великій Британії.

## Огляд

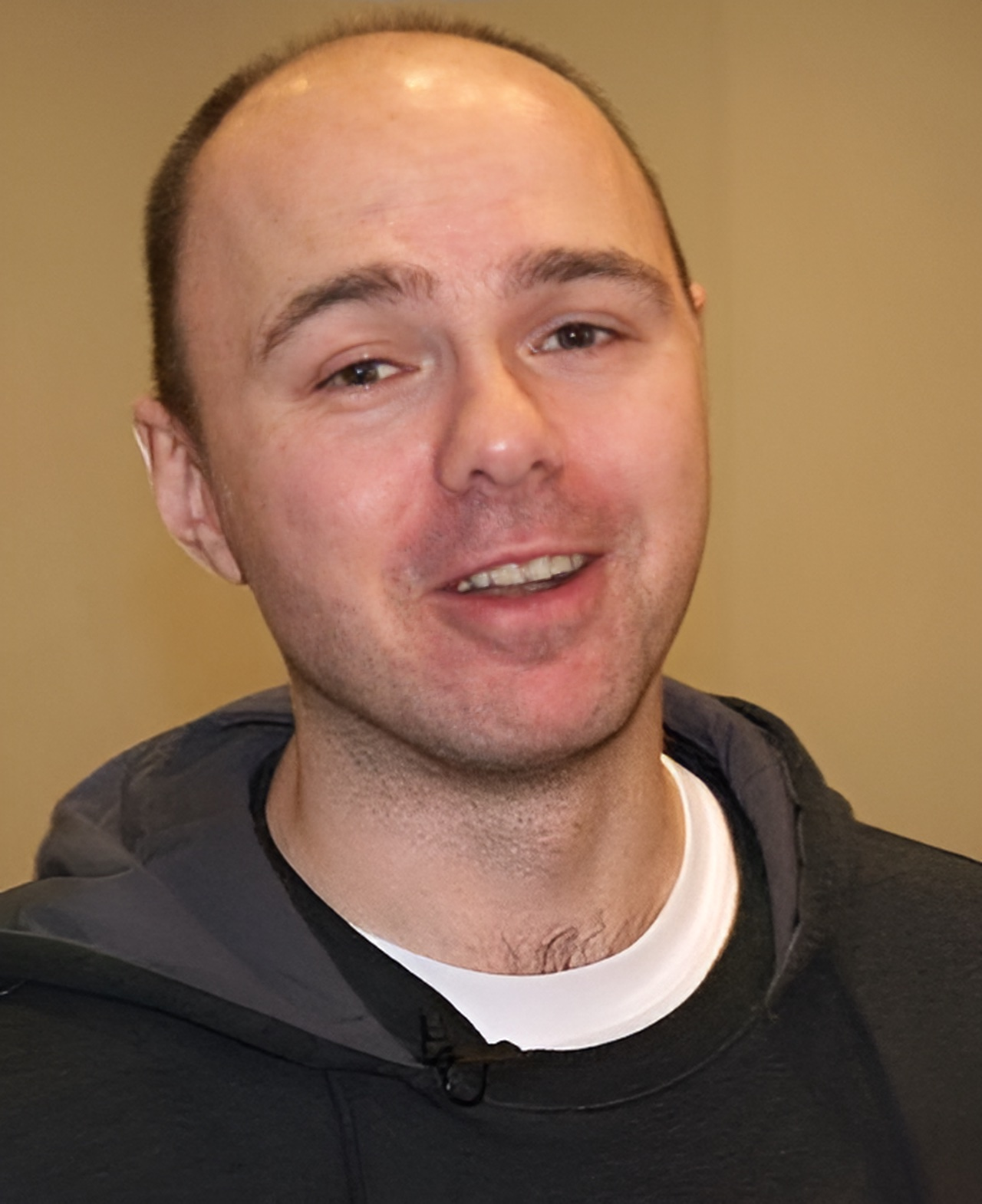
Головну роль у серіалі виконує Карл Пілкінгтон.

Початковою назвою шоу було Сім чудес світу Карла Пілкінгтона. Ідіот за кордоном висвітлює подорож Карла іноземними країнами під виглядом відвідування Семи нових чудес світу. Хоч до останніх входить Колізей у Римі, його немає у списку точок призначення; натомість Пілкінгтон відвідує Некрополь Гізи в Єгипті (які є останнім недоторканим чудом з Семи чудес світу). Переважну частину кожної серії сфокусовано на реакцію Пілкінгтона на культурні відмінності та ідіосинкразії у відвідуваних країнах. Джервейс та Мерчант дзвонять головному героєві впродовж кожної поїздки, щоб дати йому завдання, які зазвичай не збігаються з його уявленням про мету поїздки. Серед таких завдань були, наприклад, похід у пустелі верхи на верблюді, тренування на лучадора, участь у Бразильському карнавалі разом зі школою самбо. Згідно з домовленістю продюсерів шоу, Пілкінгтон не має попередньої інформації про завдання, які чекатимуть на нього.

## Список країн, місць та подій
Нижче наведено список країн, місцевостей та подій, які відвідав Карл Пілкінгтон протягом усіх трьох сезонів серіалу. 
Сезон 1 – Сім Чудес
- Китай – Великий китайський мур (1 серія)
- Індія – Тадж Махал (2 серія)
- Ізраїль – Єрусалим, Мертве море (3 серія)
- Західний берег р. Йордан – Вифлеєм (3 серія)
- Йорданія – Петра (3 серія)
- Мексика – Чичен-Іца (4 серія)
- Єгипет – Некрополь Гізи (5 серія)
- Бразилія – Статуя Христа-Спасителя (6 серія)
- Перу – Мачу-Пікчу (7 серія)

Сезон 2 – Список справ до смерті
- Нова Зеландія – Стрибок з банджі (1 серія)
- Вануату – Візит на безлюдний острів (1 серія)
- Росія – Транссибірська магістраль (2 серія)
- Монголія – Монгольська боротьба (2 серія)
- Китай – Королівство маленьких людей (2 серія)
- Таїланд – Сонгкран (3 серія)
- Австралія – Плавання серед акул (3 серія)
- Сполучені Штати – Китовий туризм на Алясці (4 серія)
- Південна Африка – Сафарі (5 серія)
- Уганда – Незаймані ліси Бвінді (6 серія)
- Сполучені Штати – 66-та магістраль США (6 серія)
- Японія – Сходження на гору Фудзі (7 серія)

Сезон 3 – Коротший шлях
- Італія – Венеція (1 серія)
- Північна Македонія (1 серія)
- Індія (2-3 серії)
- Китай (3 серія)
- Гонконг (3 серія)
- Макао (3 серія)

## Зовнішні посилання
- Ідіот за кордоном на IMDB

1. ↑  Person Profile // Internet Movie Database — 1990.